# Mon cher sujet
Mon cher sujet é um filme de drama suíço de 1988 dirigido e escrito por Anne-Marie Miéville. Foi selecionado como representante da Suíça à edição do Oscar 1989, organizada pela Academia de Artes e Ciências Cinematográficas.

## Elenco
- Gaële Le Roi - Angèle
- Anny Romand - Agnès
- Hélène Roussel - Odile
- Yves Neff - Carlo
- Bernard Woringer - François
- Hanns Zischler - Hans
- Marc Darnault - Auguste